# 陶笛

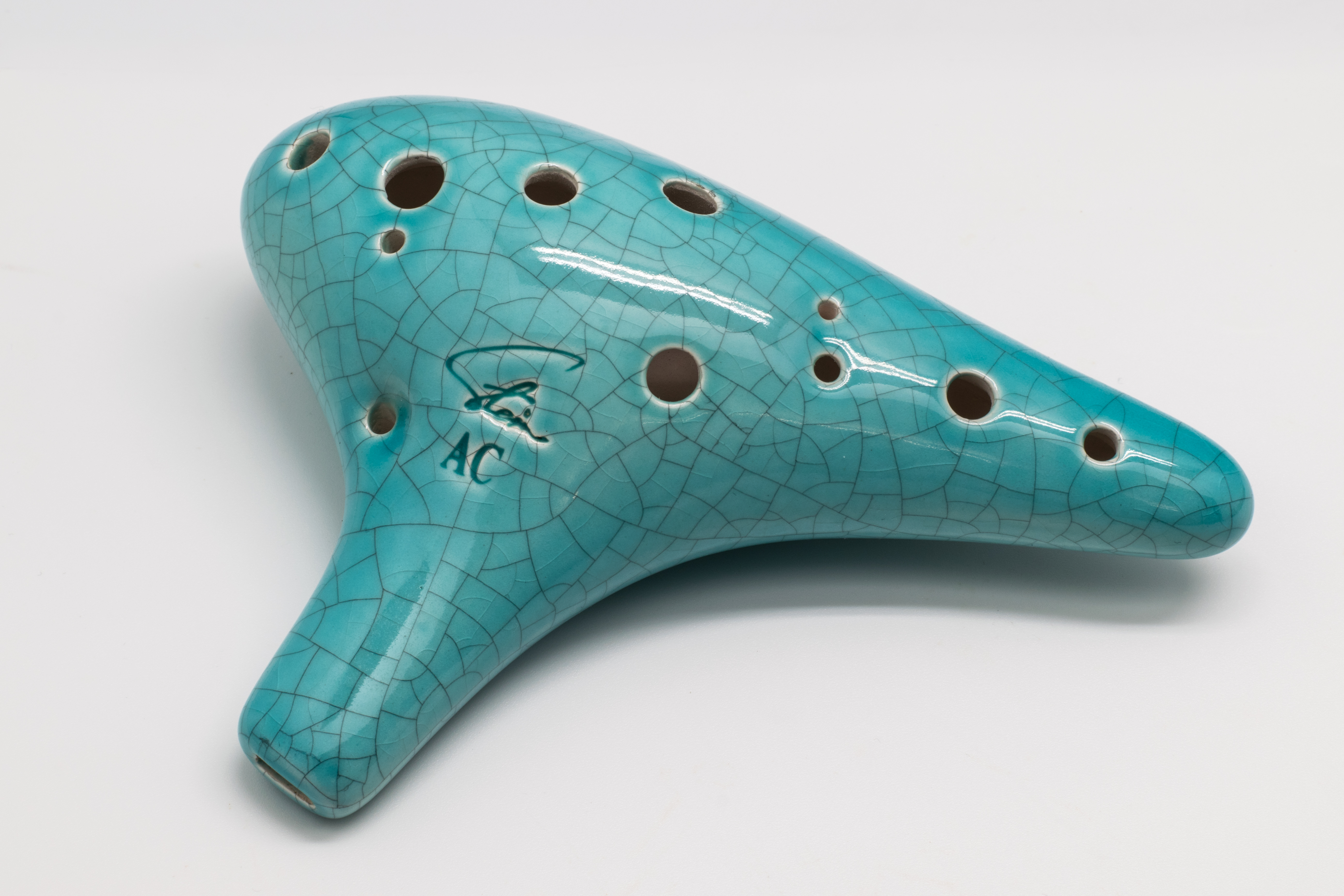
陶笛

陶笛（拉丁語：Ocarina），是一種具有悠久歷史的吹管樂器。現代陶笛的雛型曾在不同文化中出現。
在中國有一種近似陶笛的古老樂器：塤。至於中國的「塤」跟陶笛有沒有共同源頭，已無從稽考，但是，在中国除了“埙”之外，还有很多陶土乐器，例如1200年历史，源于宁夏回族自治区的“泥哇呜”、源于湖北春秋战国时期的“呜嘟”却与现代陶笛的基本特征完全一致，不但在外形上区别不大，而且都具备陶笛哨口，甚至连孔数都完全一致；另外的共通點則是都是主要以陶泥燒製的閉管式樂器。
而在南美的瑪雅人和阿茲特克人亦於六世紀出現一種用於裝飾和祭祀的仿鳥鳴的彩繪樂器，也被認為可能是現代陶笛的雛型。

## 歷史
近代歐洲的陶笛源自1527年。該年歐洲航海家把南美洲的阿茲特克人帶回歐洲演出，並首次在歐洲以陶笛奏出樂章。最初歐洲人只把陶笛當成玩具樂器，直到1860年意大利燒磚工匠兼音樂家朱塞佩·多納蒂於1860年製出十按孔陶笛，並命名為ocarina，在意大利博洛尼亚方言中，oca意指小鵝。

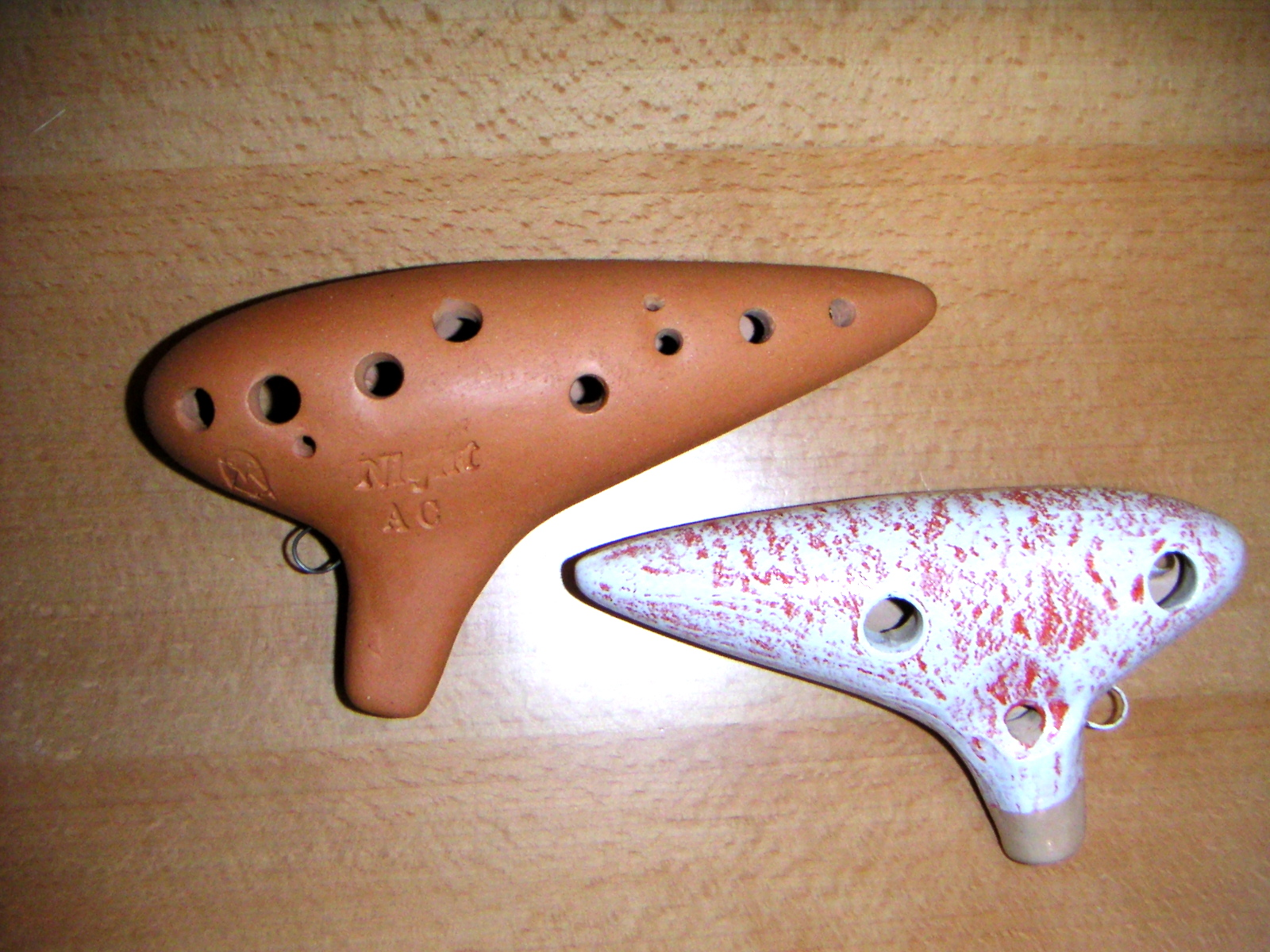
典形的潛艇狀Ocarina

二十世紀，陶笛先後傳到美國及亞洲國家。1928年，日本人明田川孝在原有的十按孔陶笛的基礎上加上了兩個半音按孔，使之能吹奏其本調的「平行小調」（比如說一把C調陶笛加上兩個半按音孔後，即能吹奏比C更低的B和A音，C笛即能吹C調的「關係小調」A調），成為現時在日本以及臺灣流行的十二按孔模式。
除了十按孔、十二按孔外，還有其他不同孔數的版本。1960年代英國音樂家John Taylor發展出四按孔、球狀、八度音域的版本，後來，雕塑家Barry Jenning把Taylor的四按孔笛改良至最多可加到七按孔。這些四孔至十二孔不等的樂器（無論是否潛艇狀），皆被稱為「ocarina」。

### 台湾
臺灣還發展出具臺灣特色的品種，比如說以製造紫砂壺用的陶泥所做的紫砂笛，由於紫砂笛硬度較高，音色也特別清脆。陶笛還發展出一些動物、水果造型的裝飾用的品種，可供當成吊墜佩帶。鶯歌陶瓷老街及九份老街有陶笛專賣店，提供陶笛愛好者選購。臺灣陶笛愛好者黃又清於2009年及2014年利用兩種陶笛結構改良，將雕塑家Barry Jenning改良到七按孔的球形陶笛，加上唇孔的第八個音孔及修改吹嘴結構進而突破兩個八度的音域（以C調高音笛為例，可以達到G5到G7的音域）同時採用台灣財團法人塑膠工業技術發展中心（PIDC）塑木的技術，開發出各種含有地方農產品成份，如檜木粉，文山包種茶等，成為此笛的原料，所生產的Ocarina除了音域廣之外，還有該農產品特有的香味。
臺灣陶笛的發音包含了兩種原理，一個是伯努利定律及亥姆霍兹共振，白努力定律說明了吹嘴的角度是可以拓展的及音階隨著音孔的增加而增高做詳盡的指引。兩者搭配得當則單腔陶笛同樣可以得到接近三個八度的音域。臺灣陶笛還有個重要的技術就是調音，陶笛等哨口類的樂器都有著用力吹則音階升高的特性，這樣的調音的準音要用連續吹奏樂曲的力度，而不是用單音吹奏的力度來調到準音，實務上兩者差了快30音分。也就是說，如果調音者用的是單音調音，則音準要對於準音的高30音分才能讓吹奏的樂器落在準音範圍內。

## 特點
有別於大多數的吹管樂器，由於陶笛外形呈壺狀而非長管狀，屬球形的閉管樂器，根據波動學原理，大多數的陶笛都不能超吹（overblow）出「泛音」。陶笛的强弱处理是发展的重中之重，任何乐器演奏中必须匹配的演奏技术，陶笛当然不能例外，只不过在这方面显得格外难以控制，目前世界范围内该领域只有少數演奏家掌握了可行的方法，并得以推广。大多数管乐器（比如：中国竹笛，唢呐，小号，萨克斯，长笛……）都是由嘴部控制的一个点与气息配合，控制音头音尾及强弱表现，处理起来得心应手。但陶笛由于吹嘴为固定形状的气道，在这方面的处理，嘴部这个点是帮不上忙的，为了完成音在准前提下的强弱表现，就必须由嘴部与气息配合改为十个手指与气息配合，由嘴部一个点转为手指十个点与气息配合，理论上来讲难度倍增。尤其是在没有气颤音的配合下完成强弱表现，简直是难上加难。所以，大多数的强弱表现应该是与相适应幅度和频率下的气颤音配合而完成的。陶笛的强弱处理尤为重要，在没有强弱处理的演奏中，无论独奏合奏，任何曲子都变得枯燥乏味，曲目一直在换来换去，就是感觉都差不多，缺少了起承转合，白开水一样的平淡。在强弱处理环节上的关注和练习是长期的，所谓熟能生巧，关注练习久了会形成习惯。陶笛由于固定气道的特质使得任何人都不可能把强与弱做到完满，但强与弱的表现肯定是一个专业演奏者永无休止追求的方向。由於陶笛的音域不寬（中音C調笛能吹A至F十二度），因此也有人發展出雙腔、三腔的陶笛，以擴展其音域。

## 演出
1925年在日本由明田川孝改良成十二孔陶笛，成為目前陶笛的標準。
1991年，於法國的天才陶笛與排簫演奏家Diego Modena與大提琴家Jean-Philippe Audin合作誕生了一個全新的音樂專輯Ocarina（陶笛之歌），占居排行榜冠軍數週，風靡歐洲長達63週之久。
1998年日本任天堂開發出The Legend of Zelda: Ocarina of Time，是一款動作冒險電視遊戲。很多評論讚揚“時光之笛”是歷來最佳的電視遊戲，陶笛藉此風靡全世界。
2004年12月18日16時30分，在台灣高雄市以11,551人吹奏陶笛達7分鐘，成功締造「最多陶笛吹奏」的金氏世界新紀錄。

## 註解
1. ↑  .   [2012-12-30]. （原始内容存档于2013-03-13）.
2. ↑  台灣專利M25699及M486124及中國大陸專利證書1311867及4128792

## 外部連結
- https://www.facebook.com/aketagawamuseum/　 （页面存档备份，存于） (Aketagawa Ocarina & Art Museum)
- http://www.aketa.org/ （页面存档备份，存于） 　Aketa Ocarina　(Japan)
- http://www.prima-gakki.co.jp/catalog/aketaocarina/ （页面存档备份，存于） 　Aketa Ocarina　(Distributor Japan)
- http://www.prima-gakki.co.jp/catalog/osawaocarina/ （页面存档备份，存于） 　Osawa Ocarina　(Japan)
- https://www.rhythmania.co.jp/ （页面存档备份，存于） 　Ti Amo Ocarina　(Japan)
- https://www.focalink.com.tw/ （页面存档备份，存于） 　Focalink　(中國)